# Ave;new
ave;new（アベニュー）は、日本の同人音楽アーティスト集団および芸能プロダクション。株式会社avenewが運営する。結成当初は有限会社であったが、2010年4月19日付で株式会社に改組し、本拠地（本社）も神奈川県相模原市から東京都千代田区に移した。
本稿ではあべにゅうぷろじぇくとについても記載する。

## 概要

### ave;new
2003年7月に結成されて以来、主にアダルトゲームの主題歌やBGMを提供している。戯画やパートナーブランドのゲームを担当することが多い。芸能プロダクション事業も手がけている。CDはグループ名と同じくave;newのレーベルで販売されており、他のレーベルに比べて市場にやや流通しづらい。一部のCDはd;VIRTU（株式会社ディヴァーツ）が制作・販売している。
楽曲はテクノ系やトランス系のような明るい曲から、ジャズやバラードのような静かな曲まで幅広く製作できるのが特徴である。特に、シンセサイザーを用いたテクノ系の曲は高い評価を得ている傾向にある。
ave;newのプロデューサーであるa.k.a.dRESSが学生時代からの友人である根本日出美・松下美由紀を誘い、サウンドチームを立ち上げようと提案したのが結成のきっかけである。「ave;new」というブランド名は「avenue」（道・手段）と「new」（新しい）という2つの単語の造語で、「常に創造の新しい道と手段を模索する」という意味を込めて、a.k.a.dRESSが名前を付けている。

### あべにゅうぷろじぇくと
主に電波ソングを専門に製作する、ave;newの姉妹的位置付けの音楽グループである。CDのレーベルはave;newと同じくave;newで販売している。ave;newとクリエイターは共通であるが、ボーカルは若干異なり、佐倉紗織や井上みゆを中心として起用している。デビュー曲は、ave;newの1stアルバム『inlay』（初回限定盤）のボーナス・トラックに収録された「きゃんでぃ☆デート!!」・「夏だねっCHU☆アイス!!」である。

## スタッフ

### ave;new

#### ボーカリスト
- 佐倉紗織
- 白沢理恵
- 大咲美和 - ユニット「C;LINE（クライン）」としても活動。
- 羽月達也 - 同上。
- 川瀬未希 - 2005年から2006年にかけてa.k.a.dRESSとのユニット「BRACE;d」でヴォーカルを担当していた。
- Kent
- YU-KI（U-key/Phatill）

公式サイトには現在もメンバーとして名前が残っているが、川瀬未希・Kent・YU-KIは2007年発売のアルバム『Orb』以降、大咲と羽月は2011年発売のマキシシングル「acuerdo〜アクエルド〜」以降、白沢は2012年6月10日の「EEE ファン感謝祭2012」出演以降、それぞれ公に姿を見せていない。また、2011年にはパチスロのサウンドトラックCDに羽月名義の楽曲が提供されているが、公式でアナウンスはされていない。

#### クリエイター
- a.k.a.dRESS（えいかどれす）

エクゼクティブプロデューサー。ave;new関連2社（avenew・ディヴァーツ）代表取締役。ほとんどのボーカル曲で作編曲を担当し、作詞を担当することも多い。デジタルサウンドを得意とする。「a.k.a」は「also known as」の略である。
外部活動として、『SHUFFLE!』のリミックスアルバムに参加したり、ヴィジュアル系バンド「アンティック-珈琲店-」の楽曲にキーボード＆シンセサイザーで参加したりしている。
- 健（TAKERU）

サウンドプロデューサー。ロックバンド「LOGiC」ドラマーとしての活動を経て、2011年7月加入。
- 佐藤万葉

ビジュアルマネージャー。CD・ライブのビジュアルプロデュースをはじめ、ほとんどのave;new名義のCDでジャケットモデルを担当。以前はグラビアアイドルとしても活動していたが、2008年3月をもって引退。

#### 過去に在籍したクリエイター
- 根本日出美

ヴォーカルプロデューサー。元avenew代表取締役。一部ボーカル曲の作編曲を担当、作詞も担当していた。作品数は少ないが、デジタルサウンドに強いa.k.a.dRESSとは対照的に、ピアノやストリングスなどを中心に据えたバラード系楽曲を得意とした。2009年、「GROWING」（ave;new feat. 白沢理恵）の制作を最後に脱退。

### あべにゅうぷろじぇくと

#### ボーカリスト
- しゃおり（佐倉紗織）
- 井上みゆ
- きこうでん☆みさ（きこうでんみさ）
- みにゃ（大咲美和）
- まにょ（佐藤万葉）
- ゆうち（U-key）
- けんと（Kent）
- うづ（羽月達也）
- りえりん（白沢理恵）

#### プロデューサー
（上記ave;newクリエイターに同じ）

#### クリエイター
- どれちゅ（a.k.a.dRESS）：作編曲
- しらたまぷりん：作詞
- たけるん（健）：編曲

## ディスコグラフィ

### ave;new

#### シングル
| 発売日         | タイトル                                      | 規格品番  | 備考 |
| -------------- | --------------------------------------------- | --------- | --- |
| 2004年11月30日 | snow again                                    | ANSD-1001 | ave;new feat.佐倉紗織 1stマキシシングル                                                                            |
| 2005年12月29日 | suite special maxi single                     | ANSP-1001 | 『suite』初回限定盤スペシャルセットCD                                                                              |
| 2006年8月16日  | 夏だねっ☆魂の特典CD!!                         | ANSP-1002 | オフィシャル通販限定特典CD -summer special disc2006-                                                               |
| 2007年9月3日   | True My Heart                                 | DVTS-2121 | 佐倉紗織スペシャルマキシシングル                                                                                   |
| 2008年1月20日  | Jewel Colors                                  | ANSP-1003 | 『Orb』&『Lovable』“初回限定盤”オフィシャル通販同時購入特典マキシシングル                                          |
| 2008年1月20日  | Jewel Colors                                  | ANSP-1004 | 『Orb』&『Lovable』“通常盤”オフィシャル通販同時購入特典マキシシングル                                              |
| 2009年4月17日  | dulcet ROMANCE -ReBirth-                      | ANSP-1007 | 『new;Fable』オフィシャル通販限定マキシシングル                                                                    |
| 2009年12月29日 | gevoel/MONAURAL Telepathy                     | ANSD-1004 | ave;new初のダブルA面シングル                                                                                       |
| 2011年2月10日  | acuerdo 〜アクエルド〜                        | ANSD-1006 | 3rdマキシシングル                                                                                                  |
| 2012年6月8日   | My Sweet Lady                                 | ANSD-1008 | ダブルタイアップシングル                                                                                           |
| 2012年6月8日   | baby,keep it love                             | ANSP-1017 | 「My Sweet Lady/ぴすとっ☆SMILE♪ノンすとっP!!〜輝け明日のスター大作戦〜」オフィシャル通販限定マキシシングル         |
| 2012年10月5日  | Close Your Eyes –Acoustic Gift-/pieces –dUSK- | ANSP-1018 | 『BEST of ave;new 〜means for creation〜』&『elLiptic -エリプティック-』オフィシャル通販同時購入特典マキシシングル |
| 2014年4月18日  | evanescence                                   | ANSP-1020 | 『Rencontre～ランコントル～』&『Retrouvailles～ルトロヴァイユ～』オフィシャル通販同時購入特典マキシシングル        |
| 2014年10月31日 | Precious Line                                 | ANSD-1009 | タイアップシングル                                                                                                 |
| 2015年11月21日 | Bourgeon                                      | ANSP-1025 | オフィシャル通販限定マキシシングル                                                                                 |

#### アルバム
オリジナル・アルバム
|     | 発売日         | タイトル              | 規格品番                | 備考                                  |
| --- | -------------- | --------------------- | ----------------------- | ------------------------------------- |
| 1st | 2004年8月25日  | inlay                 | ANCD-1001（初回限定盤） |                                       |
| 1st | 2004年10月25日 | inlay                 | ANCD-1002（通常盤）     |                                       |
| 2nd | 2005年12月29日 | suite                 | ANCD-1003（初回限定盤） |                                       |
| 2nd | 2006年1月20日  | suite                 | ANCD-1004（通常盤）     |                                       |
| 3rd | 2006年5月31日  | virtu                 | ANCD-1005               | 2006年7月15日より一般店舗にて販売開始 |
| 4th | 2007年12月29日 | Orb                   | ANCD-1010（初回限定盤） |                                       |
| 4th | 2008年2月14日  | Orb                   | ANCD-1012（通常盤）     |                                       |
| 5th | 2010年5月28日  | Glam                  | ANCD-1018（初回限定盤） | -Crimson ReD Ver.-                    |
| 5th | 2010年10月1日  | Glam                  | ANCD-1019（通常盤）     | -Hermit PurpLe Ver.-                  |
| 6th | 2013年8月21日  | Enlever〜アンルヴェ〜 | ANCD-1027               |                                       |

ミニ・アルバム
|     | 発売日        | 0タイトル0 | 規格品番  | 備考                                  |
| --- | ------------- | ---------- | --------- | ------------------------------------- |
| 1st | 2006年8月11日 | Regard     | ANCD-1006 | 2006年9月30日より一般店舗にて販売開始 |
| 2nd | 2008年6月26日 | inscribe   | ANCD-1013 |                                       |

ベスト・アルバム
|     | 発売日        | タイトル                               | 規格品番  |
| --- | ------------- | -------------------------------------- | --------- |
| 1st | 2010年10月1日 | BEST of ave;new 〜the new way〜        | ANCD-1020 |
| 2nd | 2012年10月5日 | BEST of ave;new 〜means for creation〜 | ANCD-1025 |

ave;new feat.佐倉紗織 ソロアルバム
|     | 発売日         | 0タイトル0 | 規格品番                |
| --- | -------------- | ---------- | ----------------------- |
| 1st | 2007年12月29日 | Lovable    | ANCD-1009（初回限定盤） |
| 1st | 2008年2月14日  | Lovable    | ANCD-1011（通常盤）     |
| 2nd | 2011年9月30日  | Tearful    | ANCD-1022               |
| 3rd | 2014年10月31日 | Lumina     | ANCD-1030               |

ave;new feat.佐倉紗織 10thアニバーサリー・ベスト・アルバム
|       | 発売日        | 0タイトル0                      | 規格品番  |
| ----- | ------------- | ------------------------------- | --------- |
| vol.1 | 2014年4月18日 | Rencontre～ランコントル～       | ANCD-1028 |
| vol.2 | 2014年4月18日 | Retrouvailles～ルトロヴァイユ～ | ANCD-1029 |

ave;new feat.白沢理恵 ソロアルバム
|     | 発売日        | 0タイトル0 | 規格品番  |
| --- | ------------- | ---------- | --------- |
| 1st | 2011年9月30日 | DOLL       | ANCD-1023 |

レアトラックコレクション
|     | 発売日        | タイトル       | 規格品番  | 備考                                     |
| --- | ------------- | -------------- | --------- | ---------------------------------------- |
| 1st | 2009年1月23日 | casket         | ANCD-1014 |                                          |
| 1st | 2009年1月23日 | casket -sideB- | ANSP-1005 | オフィシャル通販限定アルバム（インスト） |
| 2nd | 2009年4月17日 | new;Fable      | ANCD-1015 |                                          |

その他
| 発売日        | タイトル                       | 規格品番  | 備考                            |
| ------------- | ------------------------------ | --------- | ------------------------------- |
| 2012年2月10日 | CREEd -HARD dRESS STYLE-       | ANCD-1024 | a.k.a.dRESS 1st ソロワークス    |
| 2012年10月5日 | elLiptic -エリプティック-      | ANCD-1026 | 佐倉紗織 コンセプトミニアルバム |
| 2015年5月22日 | RONDO                          | ANCD-1031 | 佐倉紗織 書き下ろしミニアルバム |
| 不明          | AFTER dREAM -HARD dRESS STYLE- | 不明      | a.k.a.dRESS 2nd ソロワークス    |

### あべにゅうぷろじぇくと

#### シングル
|     | 発売日         | タイトル                                                                                                | 規格品番  | 備考                                                           |
| --- | -------------- | --- | --------- | -------------------------------------------------------------- |
| 1st | 2004年12月29日 | あべにゅうぷろじぇくとe.p.                                                                              | ANSD-1002 | 2005年2月14日より一般店舗にて販売開始                          |
| ※   | 2009年6月12日  | KARAOKE☆パラダイちゅ!!                                                                                  | ANSP-1006 | オフィシャル通販限定マキシシングル                             |
| 2nd | 2009年6月12日  | あらら、ど〜も☆CHUぅ                                                                                    | ANSD-1003 | スペシャルマキシシングル                                       |
| 3rd | 2010年5月28日  | おっきなラッキー☆恋降るフルぅCHU!!                                                                      | ANSD-1005 |                                                                |
| ※   | 2011年9月30日  | コレぞLOVEでSHOW? あべにゅう☆パラダイス!!/ イチャイチャ☆りちゅある!! -ハイパー惚れ惚れエキサイティング- |           | 『Tearful』&『DOLL』オフィシャル通販同時購入特典マキシシングル |
| 4th | 2012年2月10日  | じぇくと☆ぷろエエっ!!                                                                                   | ANSD-1007 |                                                                |
|     | 2012年6月8日   | ぴすとっ☆SMILE♪ノンすとっP!!〜輝け明日のスター大作戦〜                                                  | ANSD-1008 | ダブルタイアップシングル                                       |

#### アルバム
|     | 発売日         | タイトル              | 規格品番                                      |
| --- | -------------- | --------------------- | --------------------------------------------- |
| 1st | 2006年12月29日 | A LA MODE             | ANCD-1007（初回限定盤）                       |
| 1st | 2007年2月14日  | A LA MODE             | ANCD-1008（通常盤）                           |
| 2nd | 2009年6月12日  | A LA MODE 2（CHUぅ☆） | ANCD-1016（初回限定盤）                       |
| 2nd | 2009年6月12日  | A LA MODE 2（CHUぅ☆） | ANCD-1017（通常盤）                           |
| 3rd | 2010年12月29日 | ぱるちゅの☆おやCHU    | ANCD-1021（オフィシャル通販・イベント限定盤） |
| 3rd | 2011年2月10日  | ぱるちゅの☆おやCHU    | ANCD-1021（通常盤）                           |

### SallyCherry19

#### シングル
1. 「Very☆Lucky☆Sally☆Cherry」 1stマキシシングル 発売日：2009年9月19日
制作・販売はd;VIRTU（販売協力ave;new）。
2. ｢OH!! too☆Core Lion!!/オトコはライオン｣　
C79で ｢ave;newブース｣ ｢d;VIRTUブース｣のどちらかで商品を5,000円以上購入する事で無料配布された。その後、佐倉の2ndソロアルバム『Tearful』にも収録された。

### BRACE;d

#### シングル
1. scarlet
c/w veil
2005年11月25日 / FCCM-0092 / フロンティアワークス
アニメ「かりん」オープニング主題歌
2. Devotion
c/w “missing”
2006年4月21日 / FCCM-0120 / フロンティアワークス
アニメ「REC」エンディング主題歌（DVDのみ）

#### コラボレーション
1. ave;new feat.BRACE;d「Allure」
ave;new 3rdアルバム『virtu』に収録。
2006年5月31日
2. ave;new feat.BRACE;d「Allure -HARD dRESS STYLE-」
ave;new 1stミニアルバム『Regard』に収録。
2006年8月11日

### その他
| 発売日         | タイトル                                                                                | 備考                       |
| -------------- | --------------------------------------------------------------------------------------- | -------------------------- |
| 2004年8月25日  | amulet                                                                                  | 飯塚雅弓マキシシングル     |
| 2004年10月29日 | GREENGREEN2 SofmapOriginal SPECIALREMIX ALBUM                                           | アルバム                   |
| 2005年6月22日  | RAINBOW REMIX                                                                           | リミックスアルバム         |
| 2005年8月5日   | 鐘ノ音トリビュート                                                                      | トリビュート・アルバム     |
| 2005年8月26日  | オトノハ                                                                                | 中原涼アルバム             |
| 2005年12月21日 | COMPOSITION ELEVEN                                                                      | リミックスアルバム         |
| 2005年12月23日 | GWAVE 2005 1st Impact                                                                   | コンピレーション・アルバム |
| 2006年6月30日  | GWAVE 2005 2nd Impact                                                                   | コンピレーション・アルバム |
| 2006年9月29日  | Emphatic -REVELLION-                                                                    | C;LINEマキシシングル       |
| 2006年11月1日  | 『マスカレード 〜地獄学園SO/DO/MU〜』コンプリートサウンドトラック                       | サウンドトラック           |
| 2006年12月22日 | GWAVE 2006 1st Strike                                                                   | コンピレーション・アルバム |
| 2006年12月29日 | Vanille Rouge -ヴァニーユ・ルージュ-                                                    | マキシシングル             |
| 2007年1月31日  | flowers                                                                                 | コンピレーション・アルバム |
| 2007年7月9日   | CDで聞いてみて。 〜ニコニコ動画せれくちょん〜                                           | コンピレーション・アルバム |
| 2007年8月24日  | 『STEP×STEADY』コンプリートサウンドトラック                                             | サウンドトラック           |
| 2008年10月1日  | 聖チェリーヌ学院お昼の校内放送えんじぇるタイムvol.1                                     | ラジオCD                   |
| 2008年11月19日 | 快盗天使ツインエンジェルOVAオリジナルサウンドトラック                                   | サウンドトラック           |
| 2008年12月24日 | 聖チェリーヌ学院お昼の校内放送えんじぇるタイムvol.2                                     | ラジオCD                   |
| 2008年12月28日 | mirage tears（short ver.）                                                              | マキシシングル             |
| 2009年5月20日  | 快盗天使ツインエンジェル2オリジナルサウンドトラック                                     | サウンドトラック           |
| 2009年8月14日  | TRICOLORE『聖剣のフェアリース』オリジナルサウンドトラック                               | サウンドトラック           |
| 2010年2月29日  | Octave Rain                                                                             | マキシシングル             |
| 2011年8月17日  | オンナのコって♪マジ☆超えんじぇる!!/Shining☆Star                                         | マキシシングル             |
| 2011年9月21日  | 快盗天使ツインエンジェル キュンキュン☆ときめきパラダイス!! オリジナル・サウンドトラック | サウンドトラック           |
| 2011年11月16日 | パチスロ「快盗天使ツインエンジェル3」サウンド・コレクション キュンキュン☆セレクト       | サウンドトラック           |
| 2012年4月27日  | 快盗天使ツインエンジェル THE BEST ANGEL                                                 | ベスト・アルバム           |
| 2012年5月9日   | MUSIC                                                                                   | 清竜人アルバム             |
| 2012年7月25日  | pop'n music 20 fantasia original soundtrack                                             | サウンドトラック           |
| 2015年11月14日 | チュウニズムサウンドトラック第3弾 GUMIN☆DAYS                                            | サウンドトラック           |